# Apseudes nhatrangensis
Apseudes nhatrangensis är en kräftdjursart som beskrevs av Sueo M. Shiino 1963. Apseudes nhatrangensis ingår i släktet Apseudes och familjen Apseudidae. Inga underarter finns listade i Catalogue of Life.